# Aleuroputeus
Aleuroputeus is een geslacht van halfvleugeligen (Hemiptera) uit de familie witte vliegen (Aleyrodidae), onderfamilie Aleyrodinae.
De wetenschappelijke naam van dit geslacht is voor het eerst geldig gepubliceerd door Corbett in 1935. De typesoort is Aleuroputeus perseae.

## Soorten
Aleuroputeus omvat de volgende soorten:
- Aleuroputeus baccaureae Corbett, 1935
- Aleuroputeus perseae Corbett, 1935